# Cedillo
Cedillo (asztur-leóni és extremadurai nyelven Ceillu) település Spanyolországban, Cáceres tartományban. Cedillo Castelo de Vide, Nisa, Vila Velha de Ródão, Castelo Branco és Herrera de Alcántara községekkel határos. Lakosainak száma 434 fő (2024).

## Népesség
A település népessége az elmúlt években az alábbi módon változott:
| Lakosok száma | 540  | 563  | 549  | 497  | 490  | 493  | 465  | 440  | 424  | 434  |
|               | 2001 | 2004 | 2006 | 2009 | 2011 | 2014 | 2016 | 2019 | 2021 | 2024 |